# Volksrust
Volkrust é uma cidade da província sul-africana de Mpumalanga que faz fronteira com a província de KwaZulu-Natal. A cidade possui significativas indústrias de carne bovina, laticínios, milho, sorghum, lã e sementes de girassol. Foi estabelecida perto de onde ocorreu a Batalha de Majuba, que resultou na independência do Transvaal dos Britânicos. Dorothea de Jager, filha de Dirk Uys, uma das vítimas dessa batalha, nomeou a cidade de Volksrust (Descanso do Povo), presumivelmente porque foi lá que os soldados do Transvaal descansaram. Durante a Segunda Guerra Boer, os Britânicos construíram um campo de concentração em Volksrust onde muitas mulheres e crianças Boer morreram.